# Assistant Secretary of State for Population, Refugees, and Migration

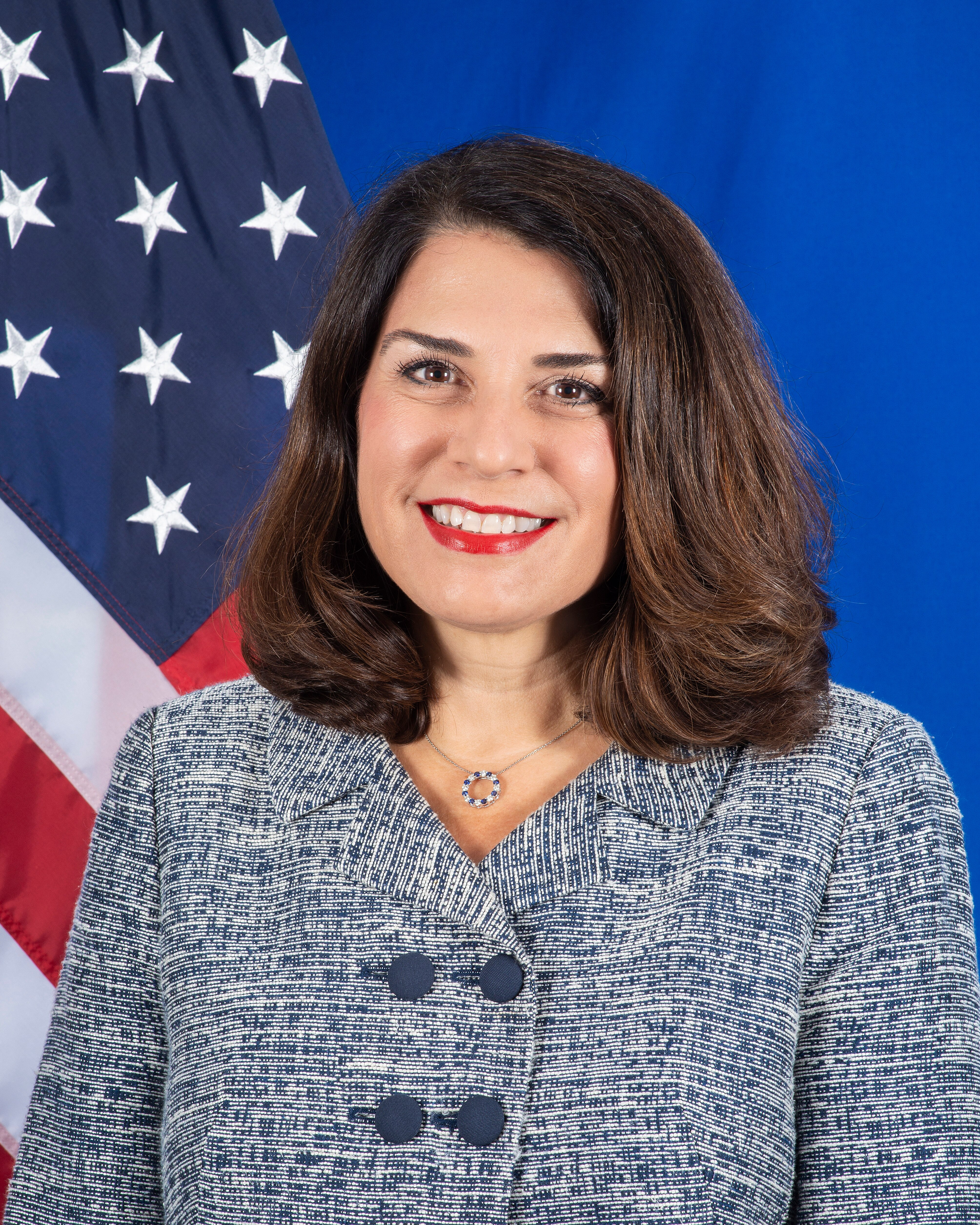
Julieta Valls Noyes, derzeitiger Assistant Secretary

Organigramm: Die administrative Gliederung des Außenministeriums (englisch)

Der Assistant Secretary of State for Population, Refugees, and Migration ist ein Amt im Außenministerium der Vereinigten Staaten und Leiter des Bureau of Population, Refugees, and Migration. Er untersteht dem Under Secretary of State for Civilian Security, Democracy, and Human Rights.
Der Posten des Assistant Secretary of State for Refugee Programs existiert seit 1979. Am 12. Mai 1994 wurde sein Name zu Assistant Secretary of State for Population, Refugees, and Migration umgeändert. Sein Aufgabenbereich ist die Flüchtlingspolitik.

## Amtsinhaber
| Amtszeit    | Name                     | Bemerkung        |
| ----------- | ------------------------ | ---------------- |
| 1979–1980   | John Alexander Baker Jr. |                  |
| 1980–1981   | Frank E. Loy             |                  |
| 1981        | William J. Smyser        | geschäftsführend |
| 1981–1982   | James N. Purcell         | geschäftsführend |
| 1982        | Richard David Vine       |                  |
| 1983–1986   | James Nelson Purcell Jr. |                  |
| 1987–1989   | Jonathan Moore           |                  |
| 1989–1992   | Princeton Nathan Lyman   |                  |
| 1992–1994   | Warren Zimmermann        |                  |
| 1994–1997   | Phyllis Elliott Oakley   |                  |
| 1997–2001   | Julia Vadala Taft        |                  |
| 2002–2005   | Arthur E. Dewey          |                  |
| 2006–2007   | Ellen Richmond Sauerbrey |                  |
| 2007/8–2009 | Samuel Witten            | geschäftsführend |
| 2009–2011   | Eric P. Schwartz         |                  |
| 2012–2017   | Anne Claire Richard      |                  |
| 2017–2018   | Simon Henshaw            | geschäftsführend |
| 2018–2021   | Carol Thompson O’Connell | geschäftsführend |
| 2021–2022   | Richard Albright         | geschäftsführend |
| 2022–       | Julieta Valls Noyes      |                  |